# Сърмабожови
Сърмабожови е голям български род от Охрид.
Родът е основан от Божко, който имал работилница за сърмени одежди - ценени от турските и албанските бегове. Една от линиите му идва от, разположеното на южния бряг на Охридското езеро, село Старово, откъдето дошъл Тръпко Зограф. Александър Сърмабожов е един от най-видните охридски граждани от втората половина на XIX век, председател на еснафа на занаятчиите. Негови синове са Климент Сърмабожов, юрист, и Никола Сърмабожов, учител по история в Плевенската гимназия. Климент Сърмабожов е баща на карикатуриста Стефан Сърмабожов. Дъщерята на Александър, Царева (1878 - около 1960) е женена за Милуш Янкулов, а тяхната дъщеря Весела, е майка на Михаил Огнянов.